# Efren Reyes
Efren Reyes (ur. 26 sierpnia 1954 roku) – filipiński bilardzista z Angeles City. Uważa się go za jednego z najlepszych graczy w dziewiątkę i one-pocket wszech czasów. Jego pseudonimy to "Bata" oraz "The Magician" ("Magik").

## Pochodzenie
Reyes urodził się w mieście Pampanga w roku 1954 i przeprowadził się z rodziną do Manili w wieku 5 lat. Pracował tam jako pomocnik w salonie bilardowym jego wujka, gdzie rozpoczął naukę gry w bilard. Ponieważ nie był jeszcze na tyle wysoki, by sięgnąć blatu stołu, grał stojąc na skrzyniach Coca-coli.
Jego pseudonim, "Bata" (co znaczy po filipińsku Dzieciak, Chłopak), powstał po to, by odróżnić go od innego, starszego gracza, który także nosił imię Efren.
Kiedy był młody, grał o pieniądze, a w wieku szesnastu/siedemnastu lat zainteresował się karambolem. Po osiągnięciu mistrzostwa, został zauważony przez promotorów. To dało mu możliwość uczestnictwa w dużych turniejach.
Reyes zaczął wygrywać turnieje w USA, Europie i w Azji, zyskując uznanie na świecie. W połowie lat 90. został, obok Jose Paricy i Francisco Bustamante, jednym z najlepszych graczy Filipin.

## Kariera
Efren Reyes zaczął być sławny od momentu wygrania US Open Nine Ball Championship w 1994, pokonując w finale Nicka Varnera. Był pierwszym graczem spoza USA, który tego dokonał.
Kilka lat później, Efren Reyes i Earl Strickland zostali wybrani, by zmierzyć się ze sobą w wydarzeniu o nazwie the Color of Money (Kolor pieniędzy) (tytuł pochodzi od filmu o tej samej nazwie). Była to trzydniowa rozgrywka w dziewiątkę toczona do 120 zwycięstw, która miała miejsce w Hongkongu. Zwycięzca brał całą nagrodę - 100 000 dolarów. Reyes wygrał z wynikiem 120-117, ustanawiając rekord najwyższej nagrody przyznanej jednemu człowiekowi w wydarzeniu bilardowym.